# Heinrich Meili-Wapf
Heinrich Meili-Wapf (geboren am 20. Juli 1860 in Zürich; gestorben am 28. Juli 1927 in Luzern) war ein Schweizer Architekt, der im ausklingenden Historismus an der Grenze zum Jugendstil eines der grösseren Luzerner Architekturbüros führte und vor allem im damals in der Zentralschweiz boomenden Hotelbau projektierte. Sein wohl bekanntestes Werk ist das Hotel Palace Luzern.

## Leben
Heinrich Meili besuchte die Schulen seiner Heimatstadt Zürich und absolvierte dort ein Baupraktikum, bevor er von 1880 bis 1884 an der ETH Zürich studierte. Seine Entwurfslehrer dort waren Friedrich Bluntschli und Ferdinand Stadler. Studienaufenthalte führten ihn in die Doppelmonarchie Österreich-Ungarn (nach Wien, Budapest, Triest) sowie nach Italien (Florenz). 1889 liess er sich in Luzern nieder, wo er zunächst bei Arnold Bringolf arbeitete, jedoch schon im darauffolgenden Jahr sein eigenes Büro eröffnen konnte. Dieses Büro führte er über dreissig Jahre, von 1890 bis 1924, ab 1917 zusammen mit seinem Sohn Armin Meili.
Von 1892 bis 1898 war er Chef der Hochbauabteilung der Gotthardbahn und verantwortete neben der Eisenbahnbeamtensiedlung in Erstfeld die Bahnhöfe von Küssnacht, Meggen und den Keilbahnhof von Arth-Goldau.

## Werke (Auswahl)
- Villa Moosmatt, Luzern 1889
- Villa Toscana, Luzern 1890–91
- Villa Schumacher, Luzern 1890–92
- Haus Schumacher, Luzern 1891–92
- Villa Friedeck, Luzern 1892
- Beamtenhäuser, Erstfeld 1894–95
- Bahnhof Küssnacht, 1894–97
- Bahnhof Meggen, 1894–97

- Bahnhof Arth-Goldau, 1895–96

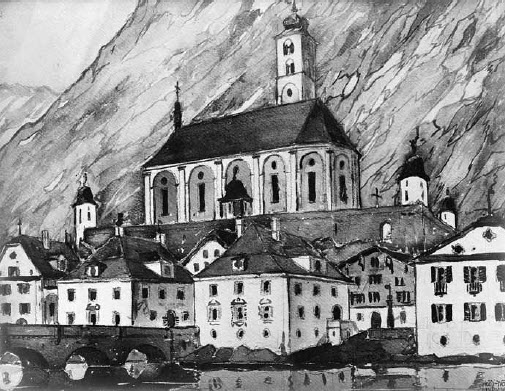
Illustration des geplanten Dorfes, in das Hospental beim Bau des letztlich nicht realisierten Urserenkraftwerks umgesiedelt werden sollte, 1920

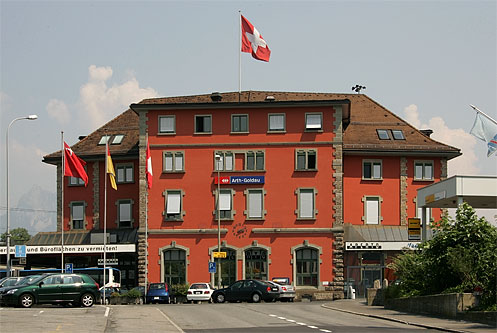
Bahnhof Arth-Goldau

- Quartier Hirschmatt und Tribschen,  Luzern 1897 (Wettbewerb 1. Preis, mit Friedrich Amberg)
- Kirchentreppe, St. Leodegar im Hof, Luzern 1897 (Wettbewerb 1. Preis)
- Kantonsschule und Altersheim, Schaffhausen 1897 (Wettbewerb 1. Preis)
- Hotel Rössli, Luzern 1899–1900
- Mietshäuser Obere Pilatusstr., Luzern 1901–02
- Schule Küssnacht, Luzern 1904

- Hotel Palace, Luzern 1904–06

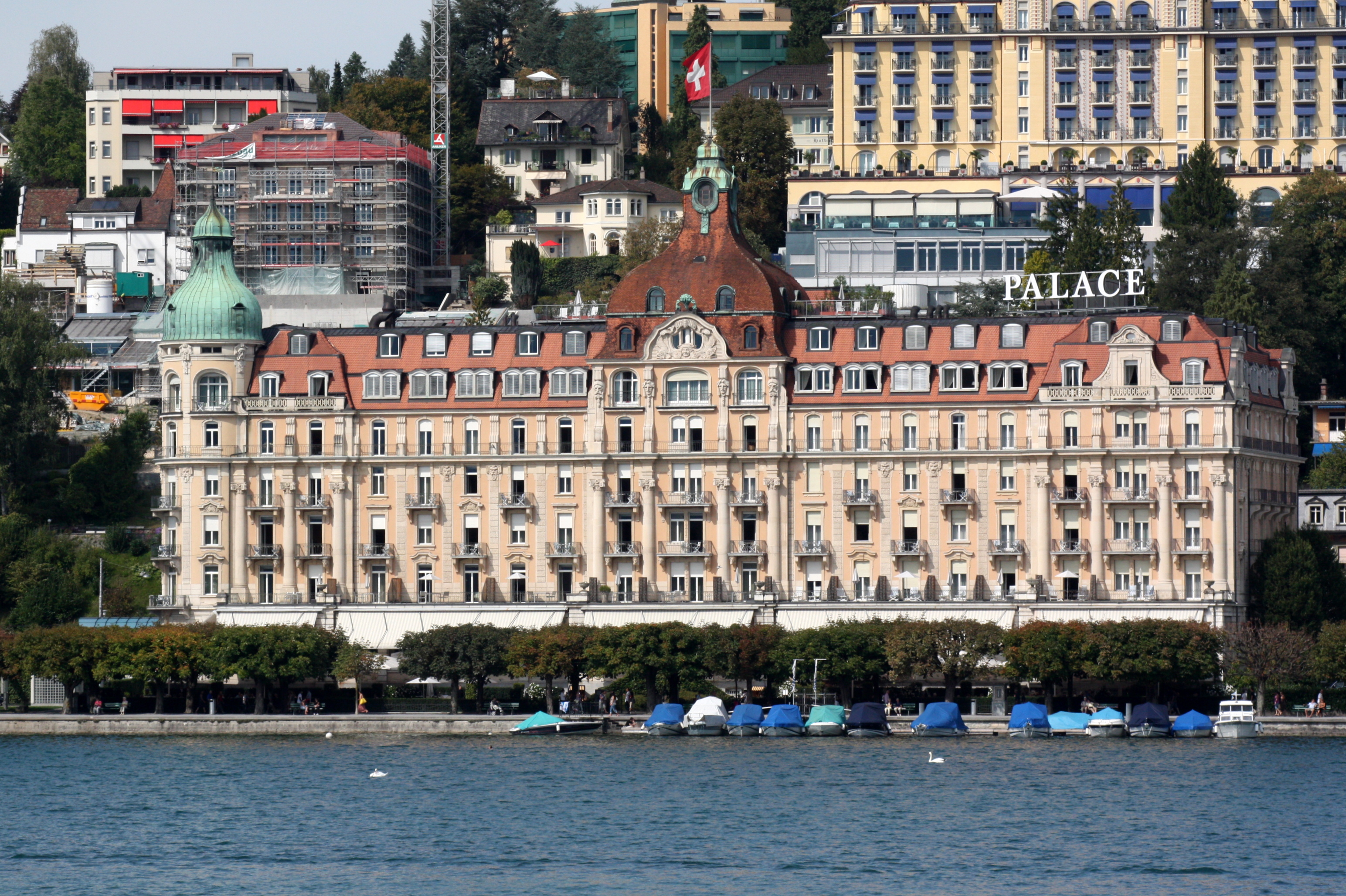
Palace Luzern

- Mietshaus Frankenstr., Luzern 1906–07
- Hotel Semiramis, Kairo 1907
- Murbacherhof, Luzern 1909
- Doktorhaus am Münsterplatz (Umbau), Sursee 1910
- Reformierte Kirche, Sursee 1912–13 (mit Friedrich Amberg)
- Schulhaus, Büron ca. 1913
- Schulhaus, Erstfeld ca. 1913
- Schulhaus, Nottwil ca. 1913
- Gartenstadtsiedlung Friedberg, Luzern 1920–21 (mit Armin Meili)
- Ref. Kirche, Solothurn 1923–25 (mit Armin Meili)